# Сербсько-болгарська війна

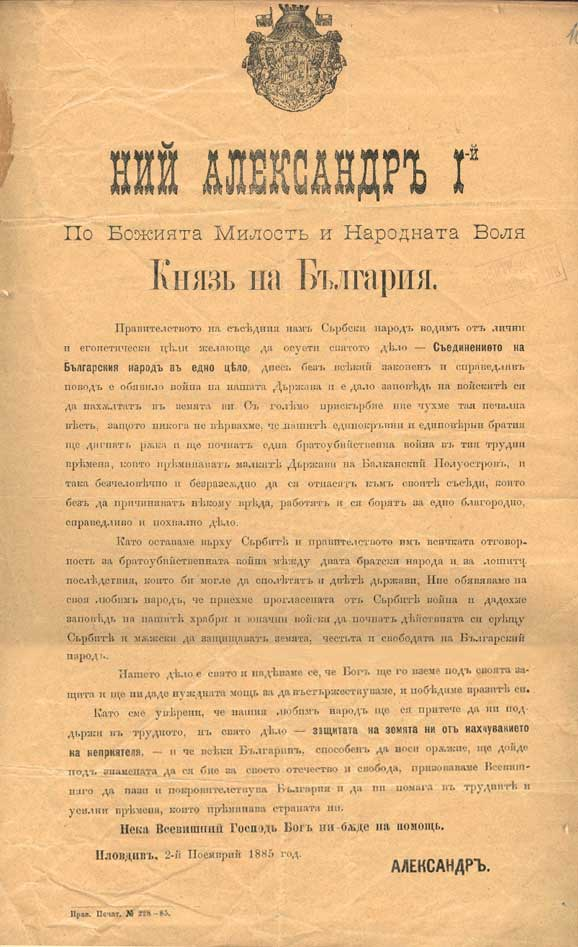
Маніфест князя Болгарії Олександра I, який декларує початок сербсько-болгарської війни

Сербсько-болгарська війна — війна між Королівством Сербія та Болгарським князівством. Розпочалася 14 листопада 1885 і закінчилася 28 листопада того ж року. Заключний мирний договір було підписано 19 лютого 1886 в Бухаресті. Результатом війни стало визнання європейськими державами акту Об'єднання Болгарії.

## Причина війни
6 вересня 1885 Болгарське князівство і напівавтономна провінція Османської імперії Східна Румелія заявили про своє об'єднання в місті Пловдив. Східна Румелія, населення якої складали переважно етнічні болгари, була штучно створена Берлінським конгресом сім років тому. Об'єднання відбулося всупереч волі великих держав, включаючи Російську імперію. Австро-Угорська імперія в той час розширювала свій вплив на Балканах і була особливо незадоволена. Королівство Сербія також побоювалося цього, оскільки це могло погіршити позиці Сербії на Балканах. Крім того, правитель Королівства Сербія Мілан Обренович IV був невдоволений тим, що сербські лідери опозиції, такі як Нікола Пашич, який уникнув переслідувань після Повстання Тімок, знайшли притулок у Князівстві Болгарія.
Спокушені обіцянками Австро-Угорської імперії за надання територіальних надбань у Князівства Болгарія (в обмін на поступки в країнах Західних Балкан), Мілан IV оголосив війну Болгарії 14 листопада 1885. Військова стратегія переважно покладалася на раптовість, в той час як Болгарія пересунула більшу частину своїх військ на кордон з Османською імперією, що на південному сході.
Приводом стала недавня прикордонна суперечка, відома як «суперечка Брегово». Річка Тімок, яка була кордоном між двома країнами, трохи змінила своє русло з часом. У результаті сербський кордон біля села Брегово з гауптвахтою опинився на болгарському березі річки. Після кількох відмовлених прохань з Болгарії до евакуації гауптвахти, Болгарія вигнала сербські війська за допомогою сили.
Конфлікт було використано як сюжет до п'єси Бернарда Шоу «Arms and the Man».

## Бойові дії

### Королівство Сербія

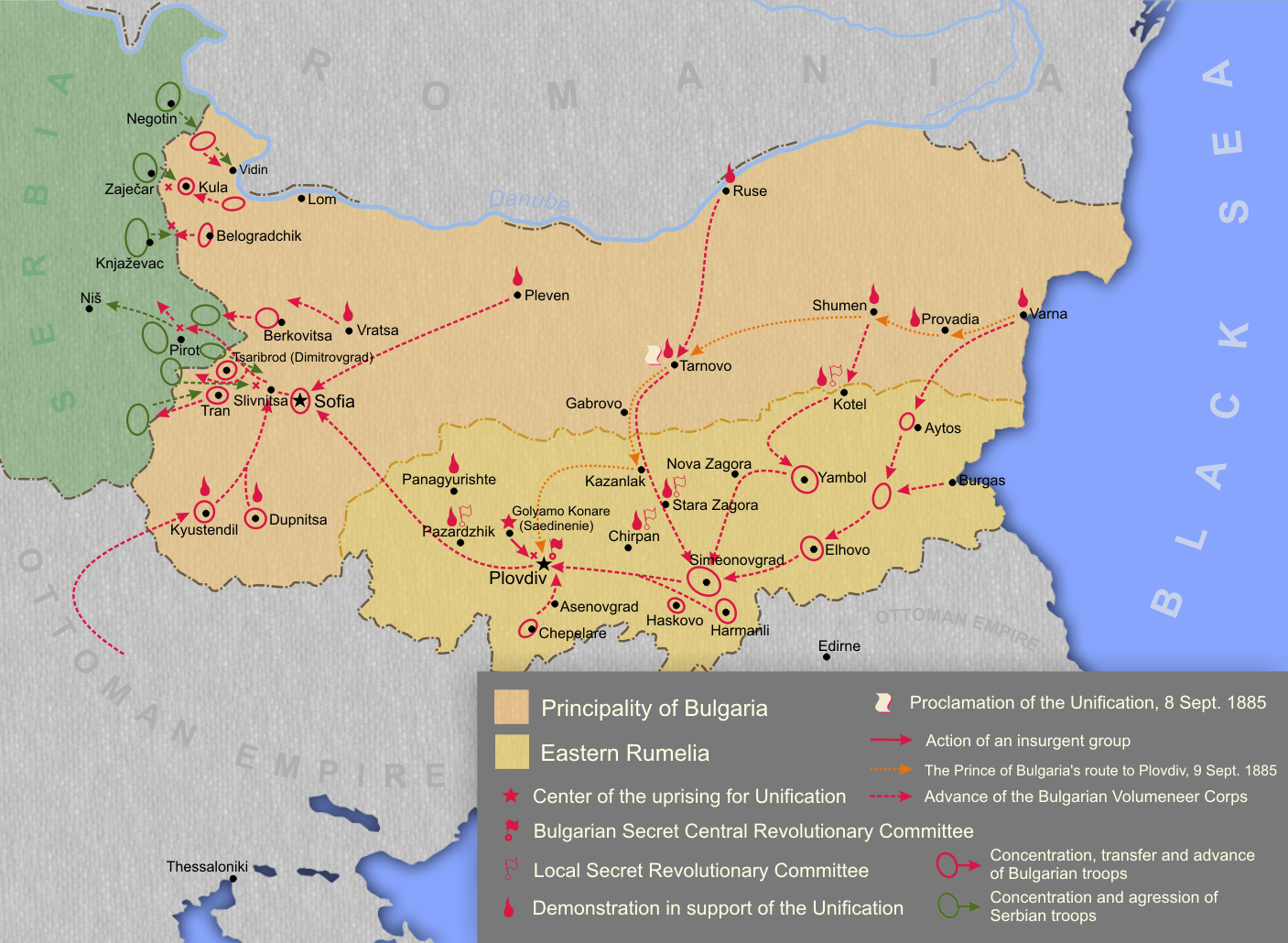
Об'єднання Болгарії та сербсько-болгарська війна

Сербська армія була екіпірована за найостаннішими військовими стандартами. Вона мала на озброєнні чудові гвинтівки, але артилерія була не найкращою. Головна перевага сербів полягала в їхній стрілецькій зброї та у відмінному командному складі, який набув багато досвіду в останніх двох війнах із Османською імперією. Але сучасні гвинтівки були введені в сербській армії всього лише за два роки до початку війни. Багато солдатів іще погано вміли з ними поводитися. Нові гвинтівки вводили в оману сербських офіцерів, які мали ще замало досвіду в поводженні з нововведеною зброєю. Вони віддавали накази своїм солдатам відкривати вогонь на відстань більш ніж 1,5 км. Багато боєприпасів витрачалися даремно. Крім того, боєприпаси були закуплені в кількостях, розрахованих на споживання куль попередніми, набагато старшими і менш скорострільними гвинтівками. Це призвело до того, що незабаром сербським солдатам катастрофічно стало не вистачати патронів. У Королівства Сербія було багато внутрішніх проблем, які звели нанівець усі переваги її армії перед супротивником. Також на бойових якостях сербської армії позначилася дивна поведінка сербського короля Мілана IV, який поставив на чолі армії не досвідчених воєначальників, а молодих офіцерів. Крім того, недооцінюючи болгарські збройні сили і побоюючись заколотів своїх громадян проти цієї війни, Мілан IV наказав мобілізувати солдатів лише першого класу піхоти (новачків молодше 30 років). Це була лише половина наявних ресурсів Королівства Сербія. При цьому він позбавив сербську армію її ветеранів, які брали участь у війнах проти Османської імперії. Мілан IV увів в оману сербських солдатів у своїй декларації до армії. В ній він говорив, що сербські солдати йдуть на допомогу болгарам у війні проти Османської імперії. Згодом солдати були здивовані: вони боролися з болгарами, замість того щоб нападати на османів.

### Болгарське князівство
На Болгарію чинила тиск Російська імперія. Виник болгарсько-російський конфлікт. Після того, як Болгарія проголосила об'єднання, більшість російських офіцерів, які служили в Болгарії, були відкликані назад до Російської імперії. В результаті болгарська армія не мала офіцерів вище чину капітана. У зв'язку з цим за війною закріпилася назва «Війна капітанів проти генералів». Князівство Болгарія побоювалася нападу Османської імперії. Більшість її військ знаходилася на південно-східному кордоні країни. Коли почалася війна, Болгарії знадобилося 5-6 днів, щоб здійснити передислокацію військ на західну і північно-західну частину країни. Але у Князівства Болгарія була перевага: сильний патріотизм народу. Болгарські солдати знали, що борються за праве діло. Болгарська артилерія перевершувала сербську за всіма параметрами.

### Битви

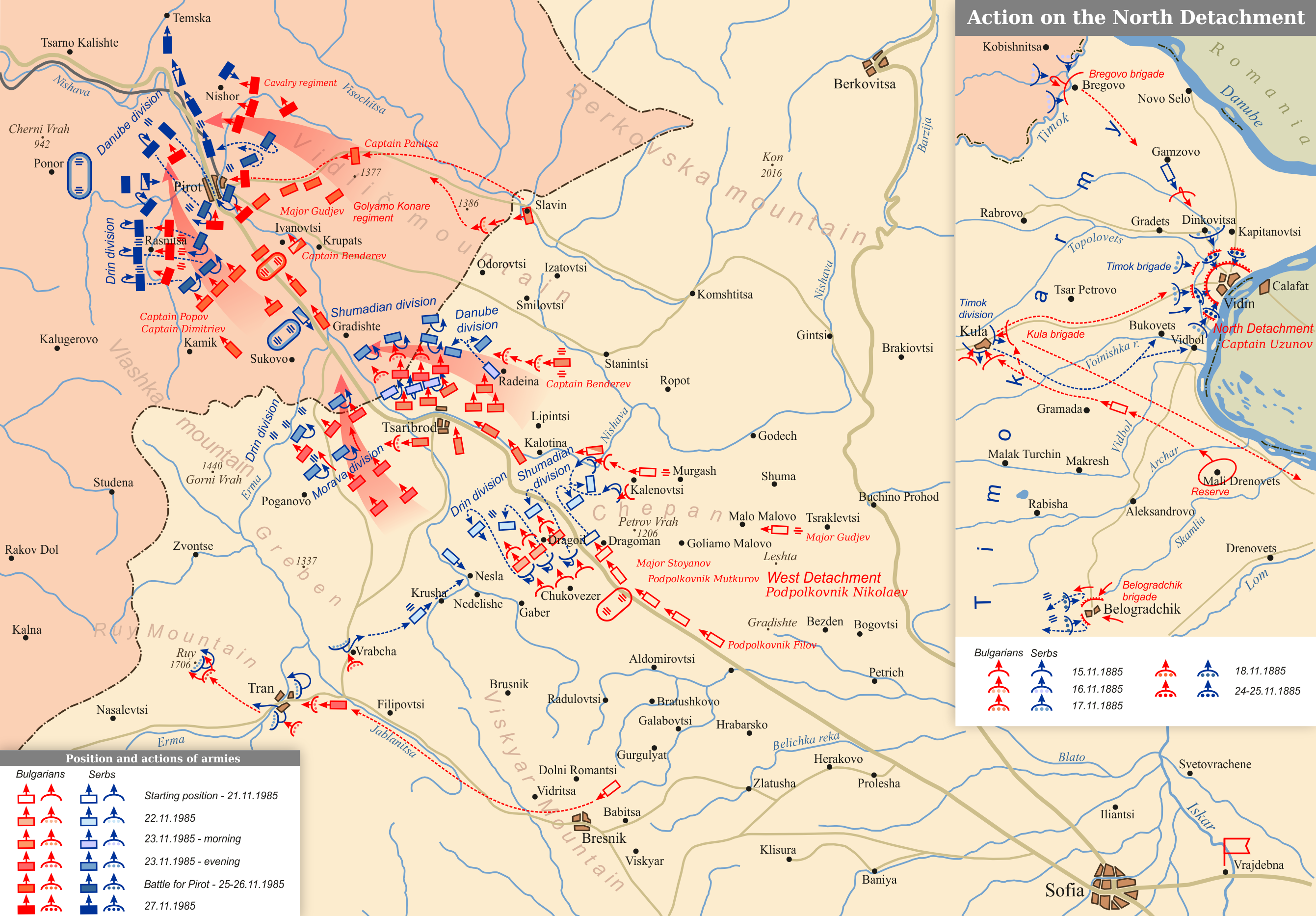
Контрнаступ болгарської армії 22-27 листопада 1885 року

Безпосередньою причиною війни послужила незначна прикордонна суперечка: річка Тімок проходила на кордоні між Князівством Болгарія і Королівством Сербія. Але протягом кількох років річка змінила свою течію. Це призвело до зміни її місця розташування. Сербська прикордонна гауптвахта біля села Брегово опинилася на болгарському березі. Королівство Сербія відхилила кілька запитів Князівства Болгарія щодо евакуації сербської гауптвахти. Тоді Князівство Болгарія вислала сербські загони силою. Цей конфлікт відомий як «суперечка Брегово».
Після цього конфлікту, Сербія, підбурювана Австро-Угорською імперією, розпочала бойові дії. Після кількох невдалих боїв сербська армія з наступу перейшла до оборони. Остаточно наступ сербської армії був зупинений після Битви при Сливниці. Основна частина болгарської армії перейшла від кордону Османської імперії, що на південному сході, до кордону з Сербією на північному заході для захисту столиці Софії. Після оборонних боїв під Сливницею і Відіном (захист останнього був організований Атанасом Узуновим), Болгарія почала наступ і перенесла бойові дії на сербську територію. Після того, як болгари захопили місто Пірот, Австро-Угорська імперія попередила Болгарію, що якщо болгарська армія не відступить, то Австро-Угорщина втрутиться у війну. 28 листопада австро-угорський посол у Белграді зажадав від імені австро-угорського уряду негайно припинити бойові дії. У свою чергу Російська імперія, яка, хоч і не підтримувала Болгарію в цій війні, погрозила Австро-Угорській імперії, що якщо остання втрутиться у війну, то це для неї матиме великі наслідки. На ґрунті таких заяв виник черговий австро-російський конфлікт на Балканах. Усе це призвело до того, що такі великі держави, як Австро-Угорська імперія, Російська імперія, Османська імперія і Німецька імперія (Німеччина таємно від Росії підтримувала дії Австро-Угорщини), опинилися на межі війни.

## Кінець війни

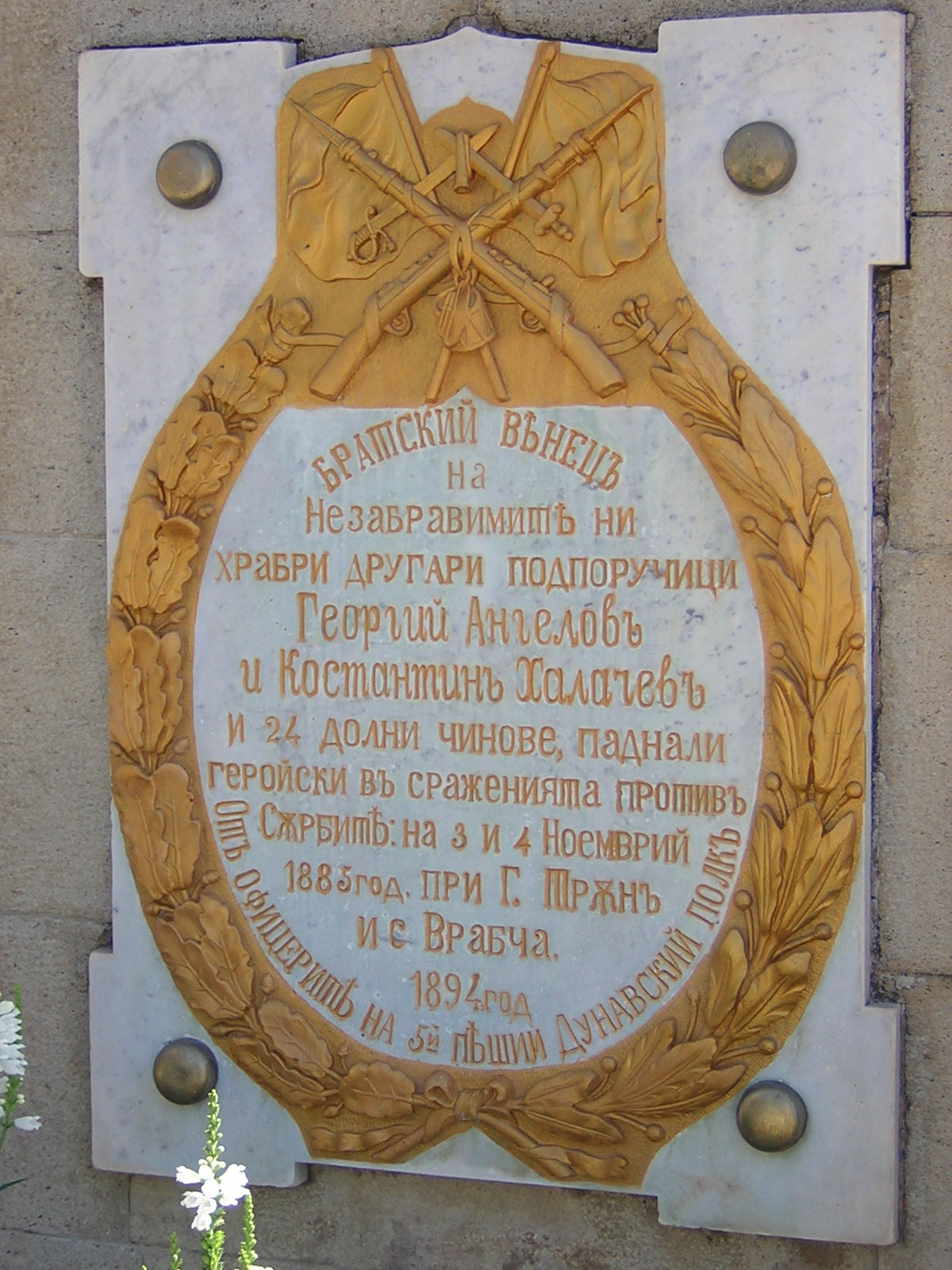

Перемир'я було підписано 7 грудня. 19 лютого 1886 в Бухаресті було підписано мирний договір. Австро-угорське втручання, від імені сербів, змусило Болгарію приймати довоєнне врегулювання миру. Не відбулось жодних територіальних змін, але болгарське об'єднання було визнано великими державами. Тим не менше, відносинам довіри і дружби між Королівством Сербія і Князівством Болгарія, побудованим під час довгої спільної боротьбу проти Османської імперії, було завдано непоправної шкоди.
Після перемоги, сусіди Князівства Болгарія стали його поважати і побоюватися. З політичною мудрістю, сильним патріотичним духом і військовою майстерністю болгарська нація захистила своє об'єднання. Відкрилося багато доріг для майбутнього розвитку об'єднаної Болгарії. Сербські збройні сили зазнали тяжкого морального удару. Престиж сербської армії не був відновлений навіть після Балканських війн.

## Галерея

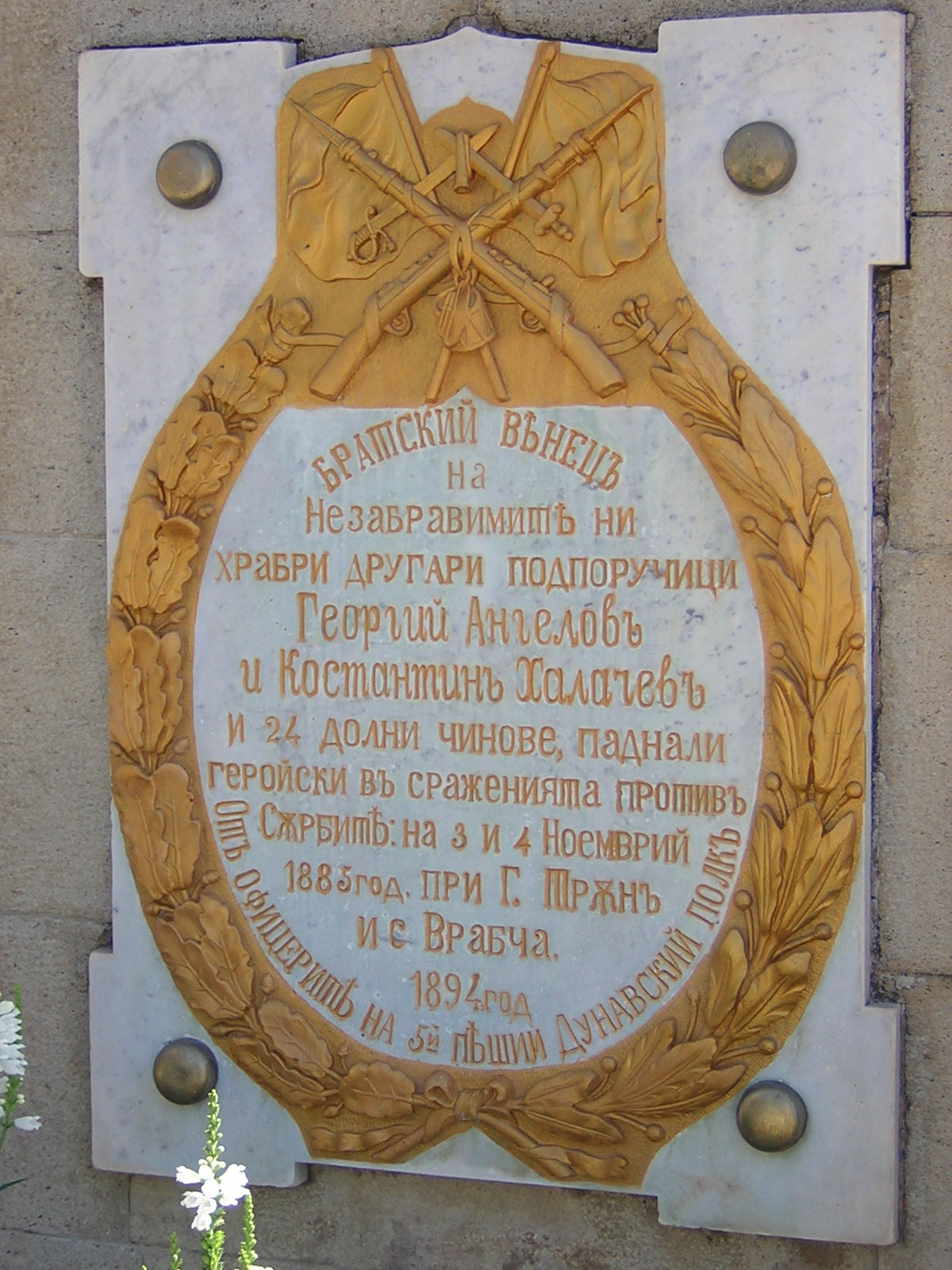
Пам'ятник полеглим - Трин
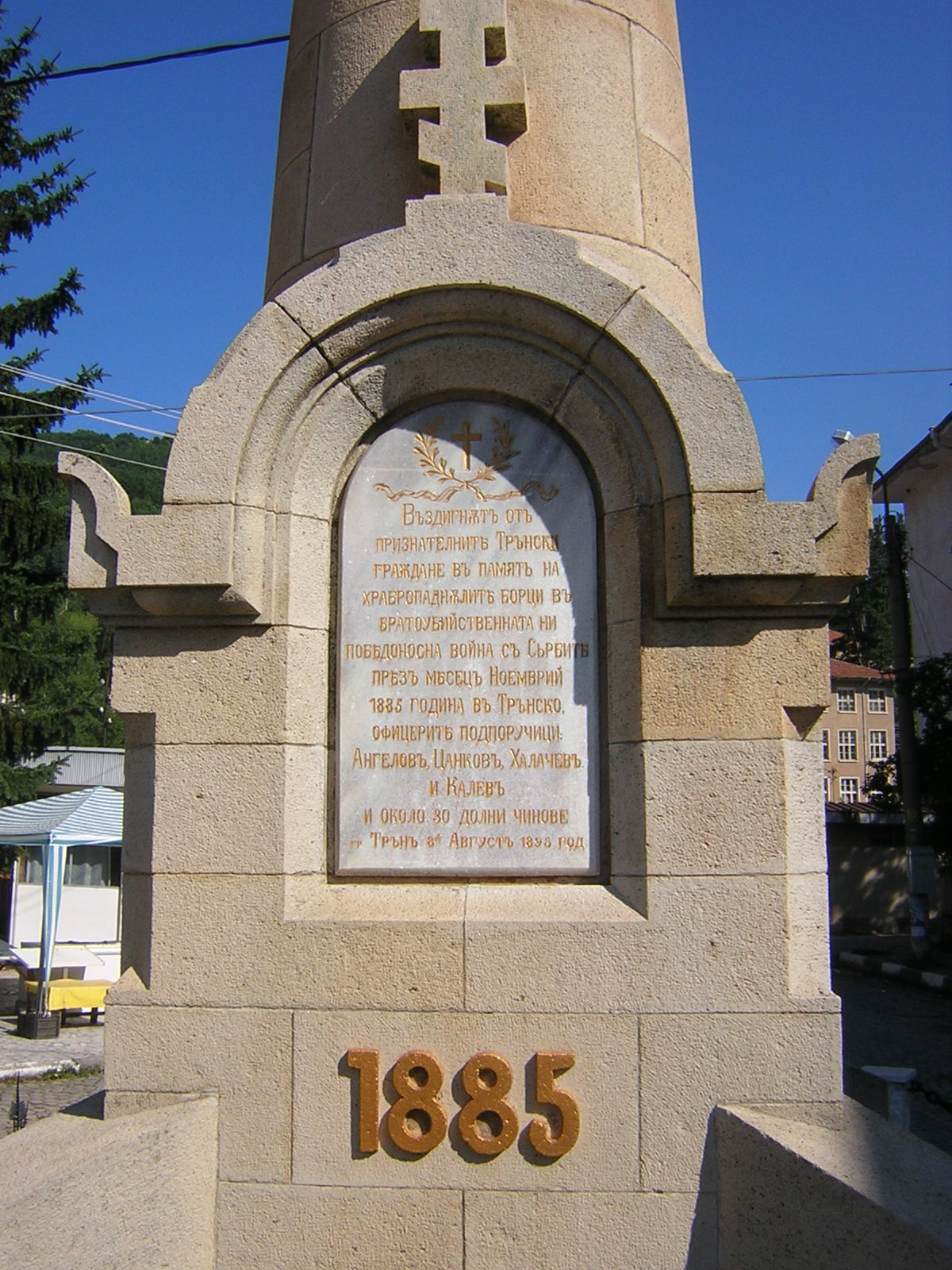
Пам'ятник полеглим - місто Трин
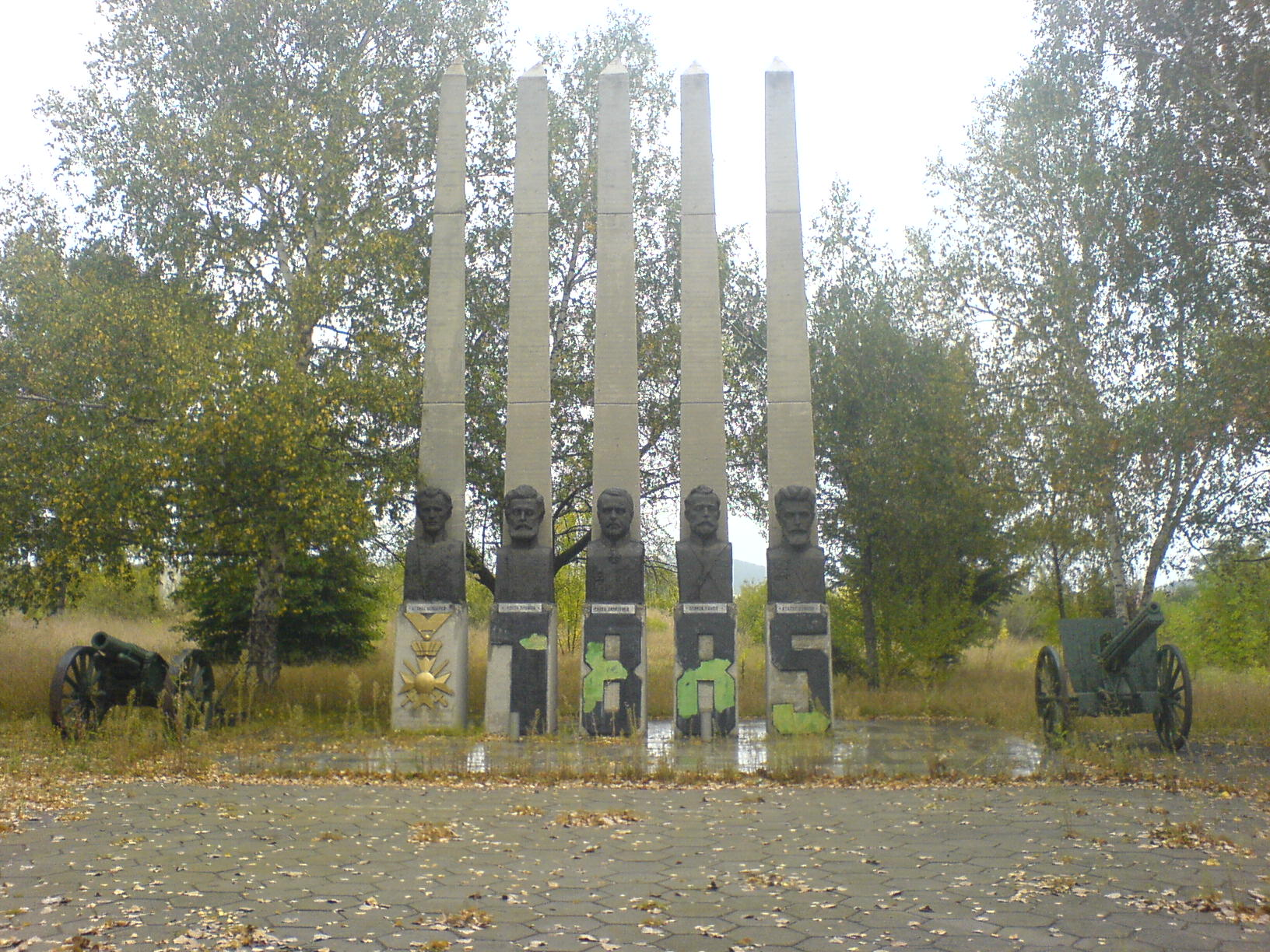
"Пам'ятник капітанам", Сливниця
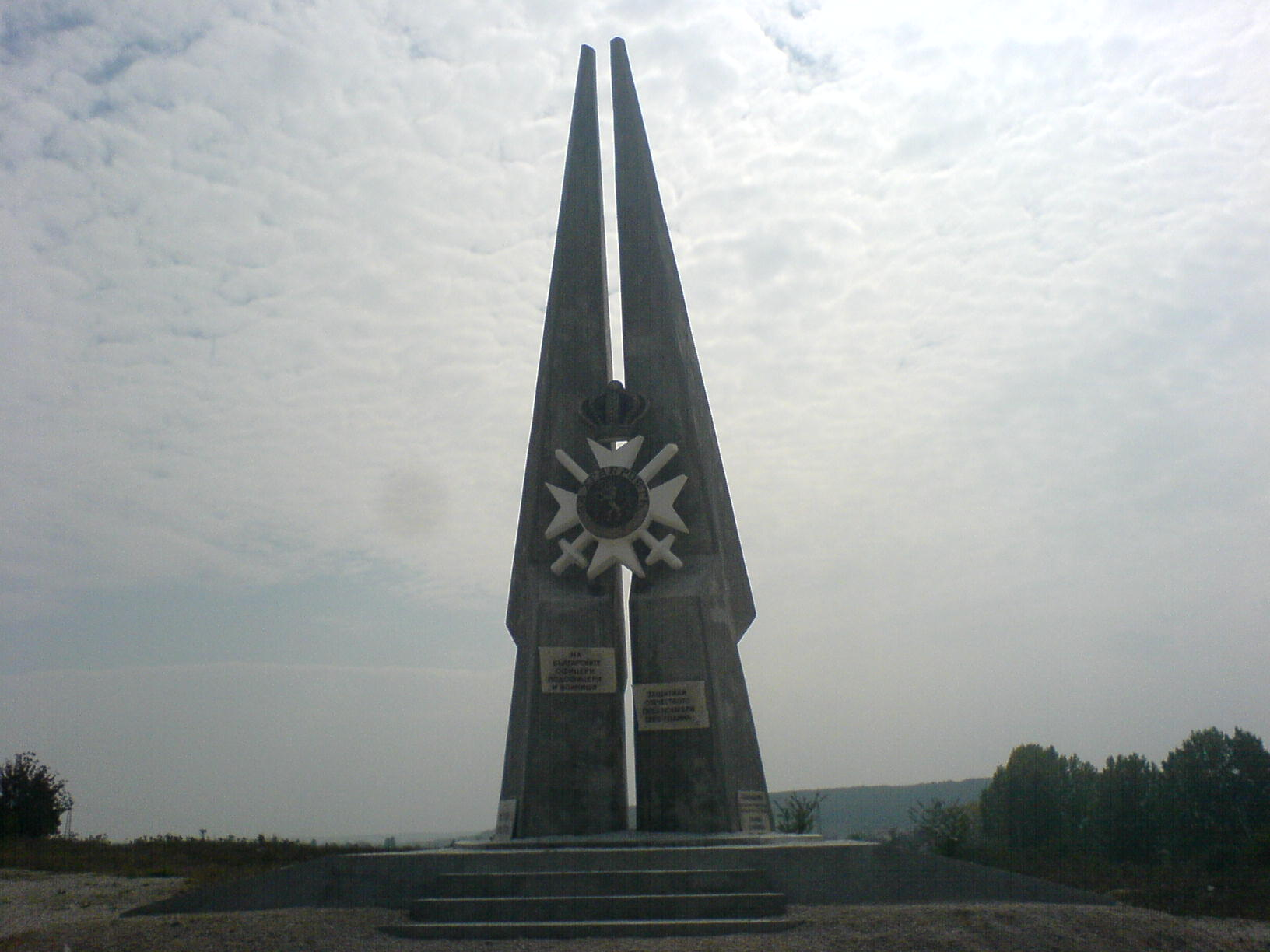
Новий меморіал сербсько-болгарської війни маршруту E80 в Сливниці
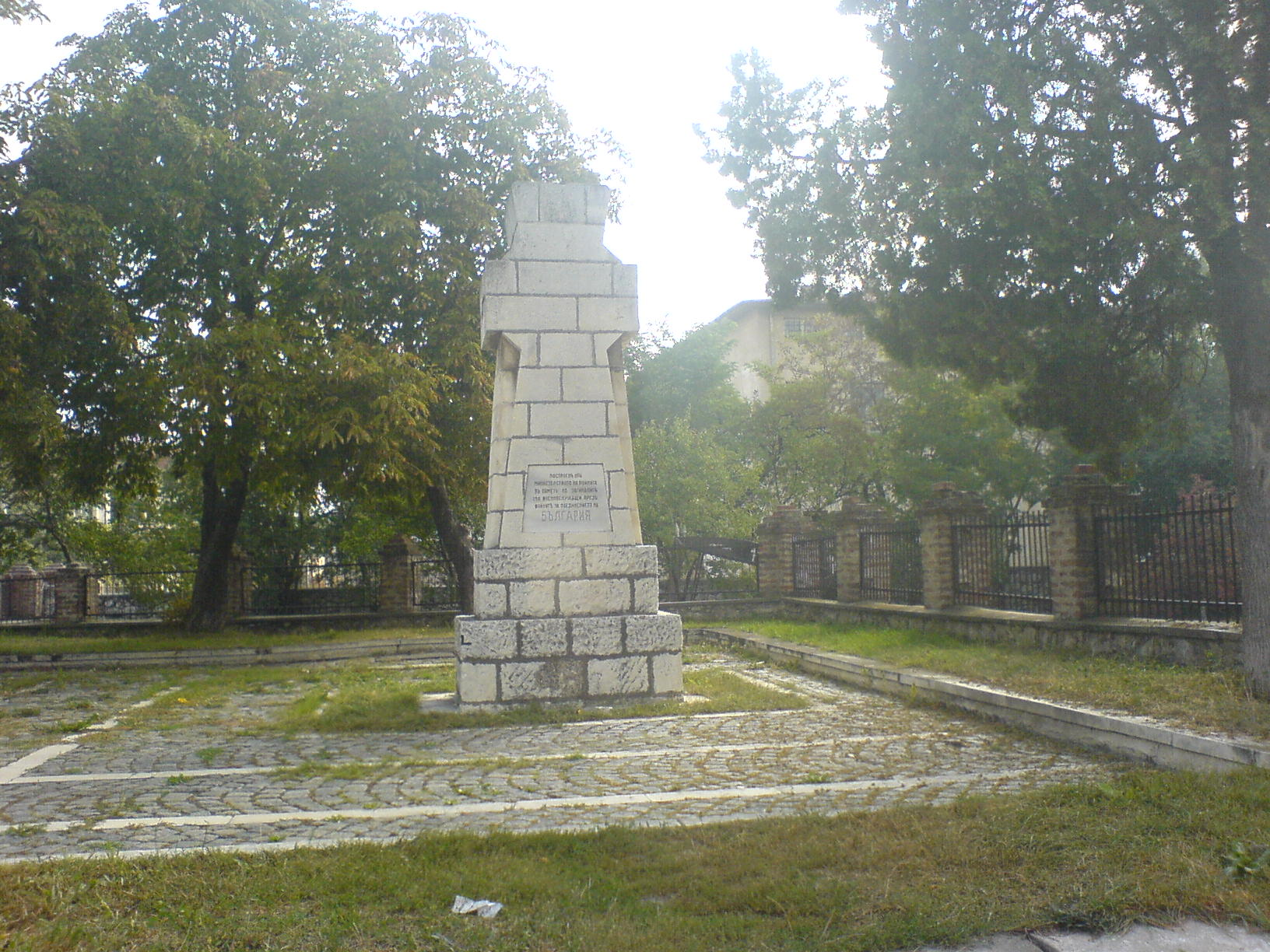
Пам'ятник полеглим воїнам, Сливниця
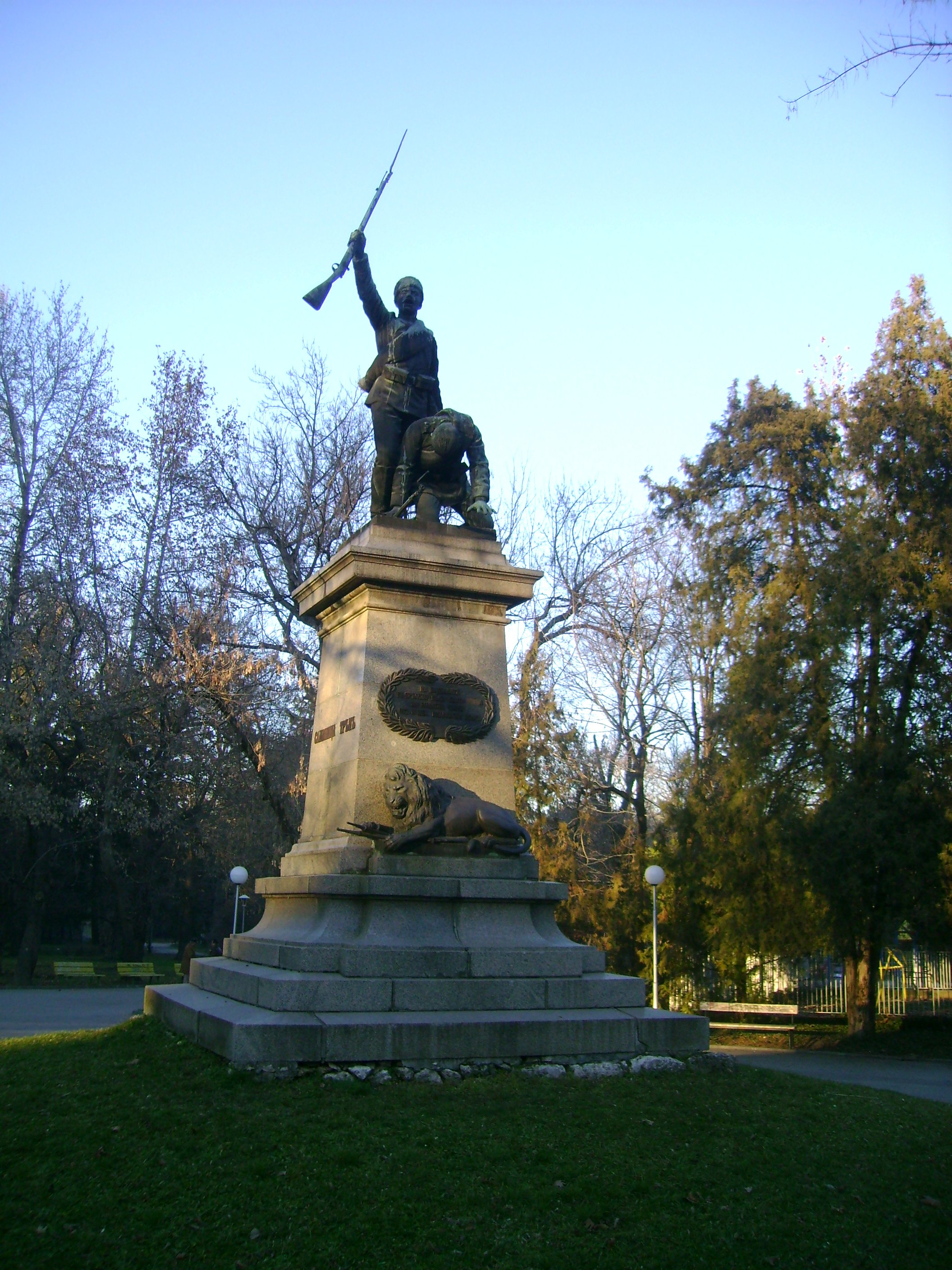
Пам'ятник полеглим воїнам - Плевен
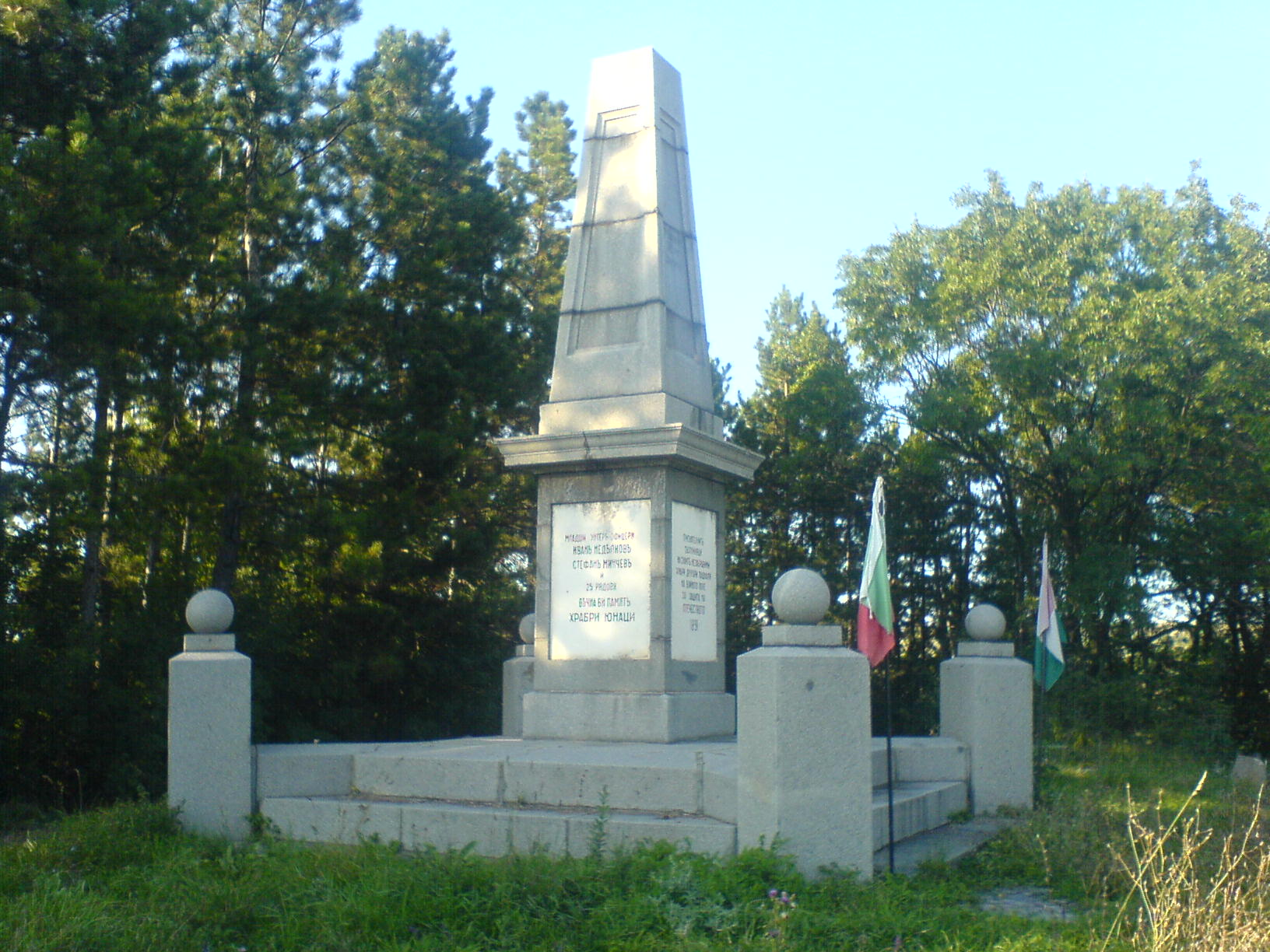
Меморіал-склеп полеглим у бою під Алдоміровці
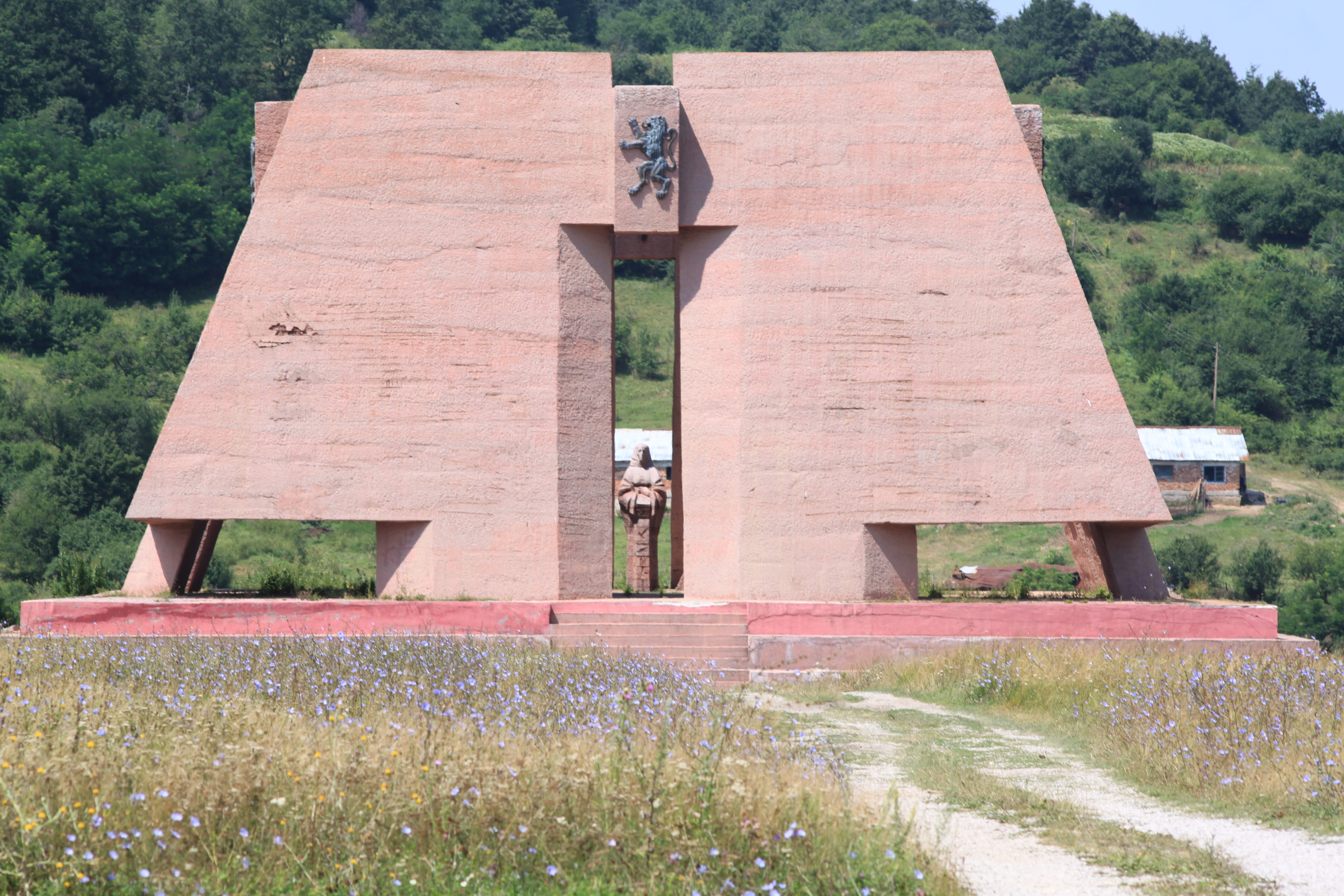
Пам'ятник полеглим у бою при Гургулятах
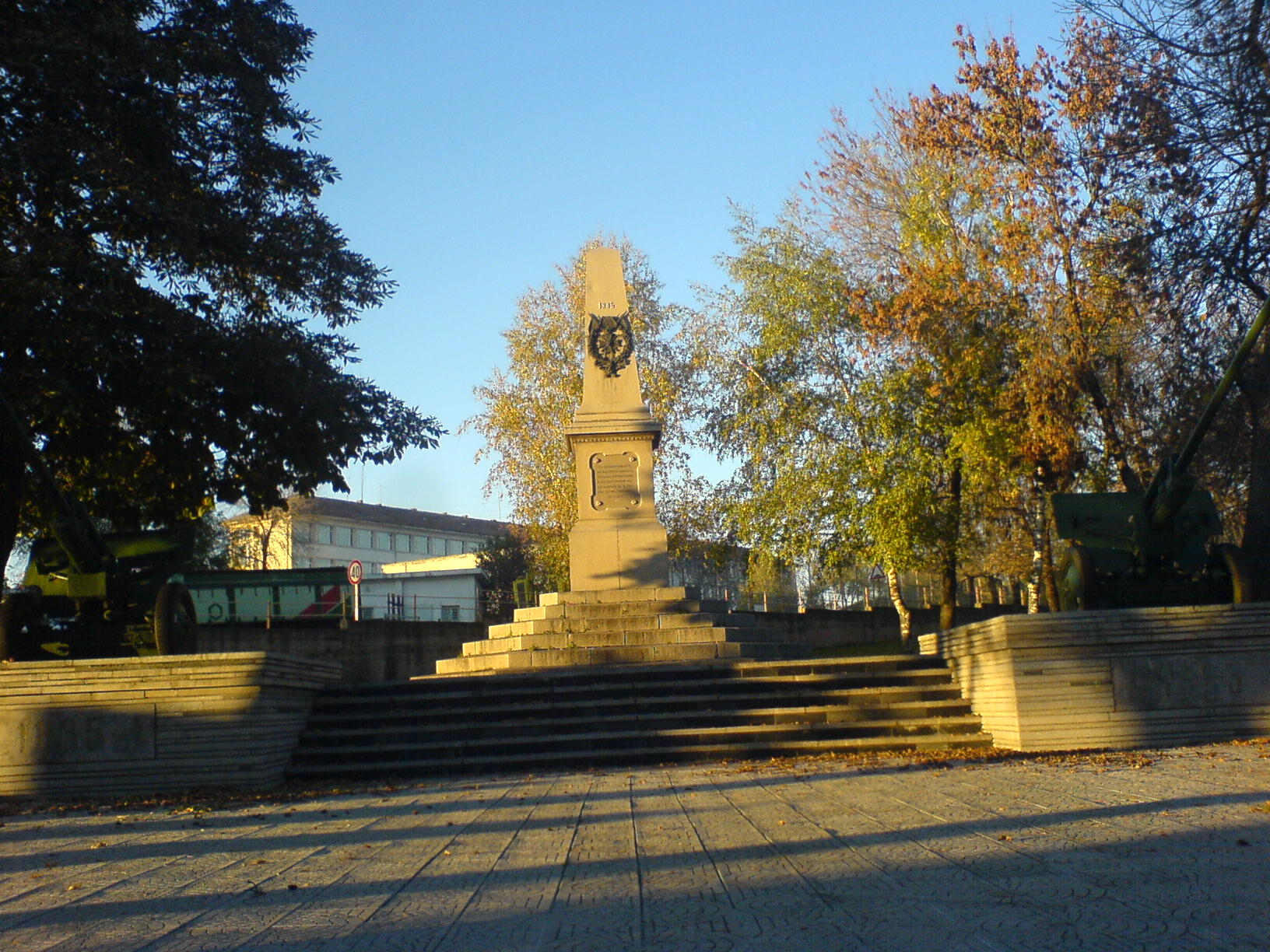
Монумент полеглим у Брезніку.
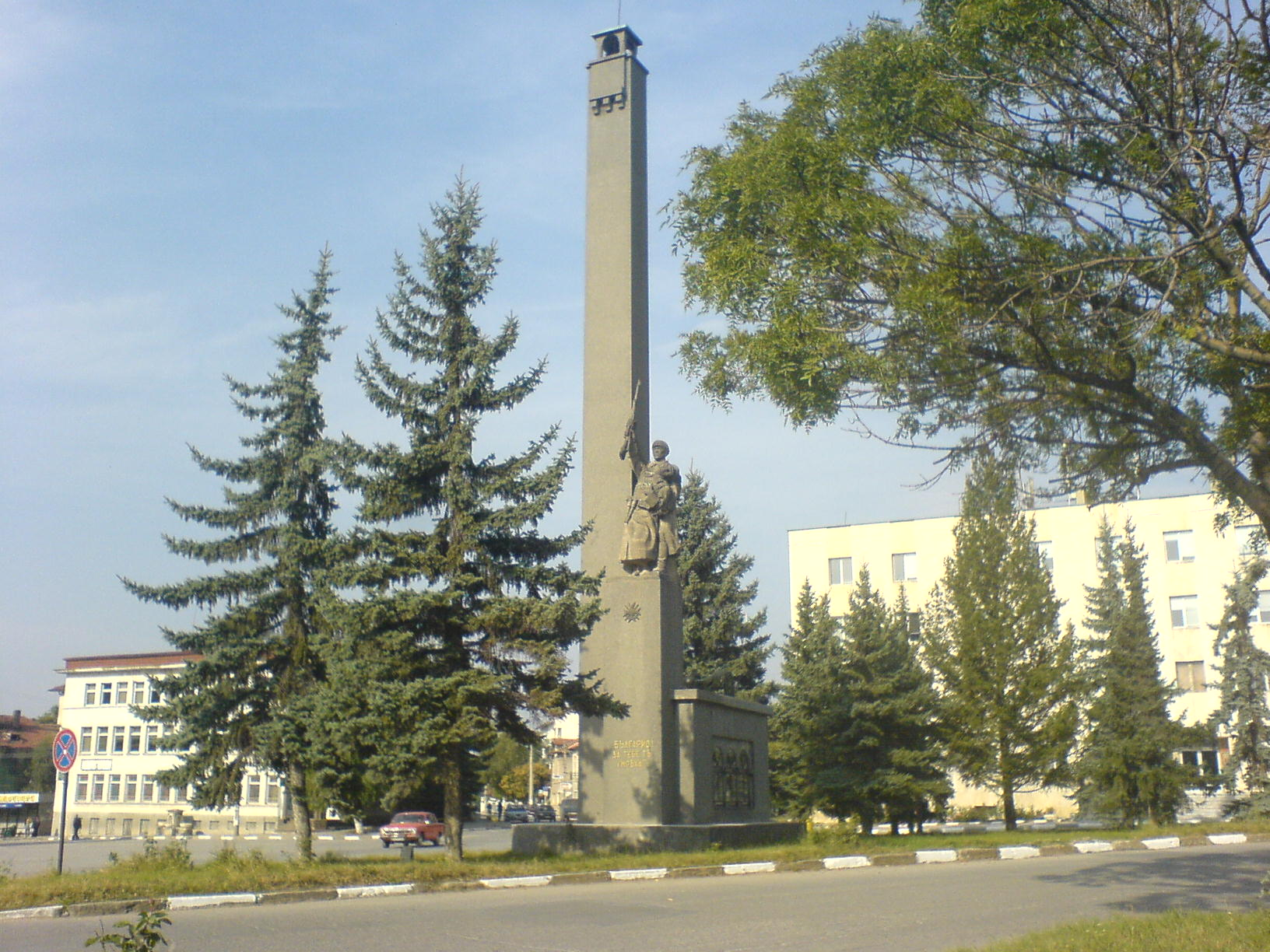
Монумент полеглим - Сливниця